# Marita Bäuerlein
Marita Bäuerlein (* 13. August 1944 in Würzburg) ist eine ehemalige deutsche  Politikerin (CSU) und Landtagsabgeordnete. Sie war die Deutsche Weinkönigin 1964/1965.
Bäuerlein, die Tochter eines Landwirts und Winzers, wuchs auf Gut Strehlhof bei Volkach auf, besuchte das Realgymnasium und schloss es mit der mittleren Reife ab. 
Daraufhin machte sie die Ausbildung zur Kauffrau und war ein Jahr lang als Lehrling im elterlichen Betrieb tätig. Es folgte eine zweite Ausbildung zur Fachlehrerin an Volksschulen in Werken und Zeichnen. 1963 wurde sie zur Fränkischen Weinkönigin gewählt, darauf aufbauend wurde sie 1964 zur Deutschen Weinkönigin ernannt. Im Rahmen dessen unternahm sie mehrere Auslandsreisen, um für den deutschen Wein zu werben. Nach ihrer Zeit als Weinkönigin führte sie ihre Ausbildung fort, die sie 1970 mit der Lehramtsprüfung abschloss; zuletzt war sie im Schuldienst in Schweinfurt tätig. Ebenfalls ging sie in die Politik: Bei der Landtagswahl 1970 kandidierte sie erfolgreich auf der Wahlkreisliste der CSU in Unterfranken und gehörte dem Bayerischen Landtag für eine Wahlperiode bis 1974 an.